# Корсаков, Сергей Сергеевич

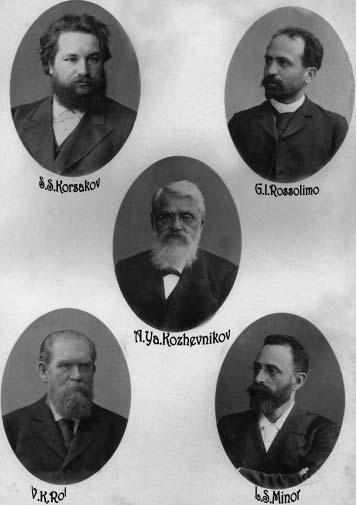
Знаменитые московские невропатологи.
С. С. Корсаков, Г. И. Россолимо,
А. Я. Кожевников,
В. К. Рот, Л. С. Минор

Серге́й Серге́евич Ко́рсаков (1854—1900) — русский психиатр, один из основоположников нозологического направления в психиатрии и московской научной школы психиатрии, автор классического «Курса психиатрии» (1893), один из основателей экспериментальной психологической лаборатории в Москве в 1886 году.

## Биография

### Рождение, ранние годы
Родился 22 января (3 февраля) 1854 года в селе Гусь-Хрустальный, широко известном в то время своей стекольной промышленностью. Отец Корсакова, Сергей Григорьевич Корсаков, главный управляющий всеми имениями и фабриками И. С. Мальцова, был человеком с хорошим образованием и выдающимися организаторскими способностями, почётным гражданином города Касимов. Среди его заслуг — организация больницы на 50 коек при заводе, которым он управлял. Мать Сергея Корсакова, Акилина Яковлевна Алянчикова, также имела хорошее образование. Современники считали, что Сергей «унаследовал от матери характер, поразительную мягкость, безграничную деликатность, своеобразное духовное целомудрие при необыкновенной нравственной чуткости». У Сергея Сергеевича было 2 сестры: Мария и Анна — и брат Николай.
В 1857 году его отец ушёл в отставку и переехал с семьёй в имение Дубровку в Рязанской губернии. Спустя два года они переехали в имение Тимонино Богородского уезда Московской губернии.

## Обучение
В пять лет он уже умел читать. В 1864 году Сергей и Николай Корсаковы поселились в Москве у дяди. В сентябре Сергей Корсаков поступил в 1-ю гимназию, сразу во второй класс. В следующем году гимназия была переименована в 5-ю Московскую, которую и окончил С. С. Корсаков с золотой медалью в 1870 году. В гимназии Сергей активно участвовал в ученическом театре и начал писать стихи и повести. С одиннадцатилетнего возраста Корсаков стал давать частные уроки другим гимназистам.
Далее Сергей Сергеевич Корсаков поступил на медицинский факультет Московского университета. Здесь он учился под руководством основателя русской гистологии А. И. Бабухина, первого заведующего кафедрой медицины Московского университета и выдающегося терапевта Г. А. Захарьина и его ученика — талантливого невропатолога А. Я. Кожевникова. В студенческие годы Корсаков особенно заинтересовался философией и психологией, составил конспект книги И. М. Сеченова «Рефлексы головного мозга». На старших курсах Сергей Корсаков увлекался лекциями фр. Leçons du Mardi Ж.-М. Шарко.
В 1875 году он с отличием окончил университет: им была написана студенческая дипломная работа «История болезни дворянина Ильи Смирнова, 29 лет».

### Личная жизнь
Со своей будущей женой Анной Константиновной Барсовой Сергей Сергеевич Корсаков познакомился в университете. Она была племянницей и воспитанницей субинспектора Московского университета Павла Петровича Барсова; в октябре 1872 года он посвятил ей свой «Первый самообразовательный труд». Их свадьба состоялась 19 августа 1879 года.

#### Начало научной деятельности

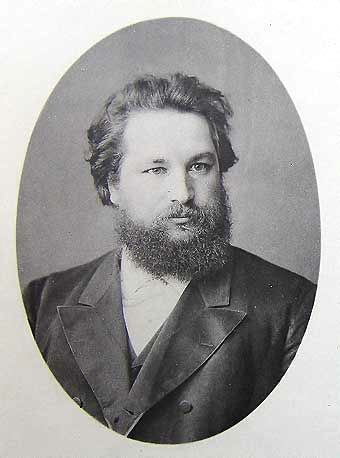
Сергей Сергеевич Корсаков

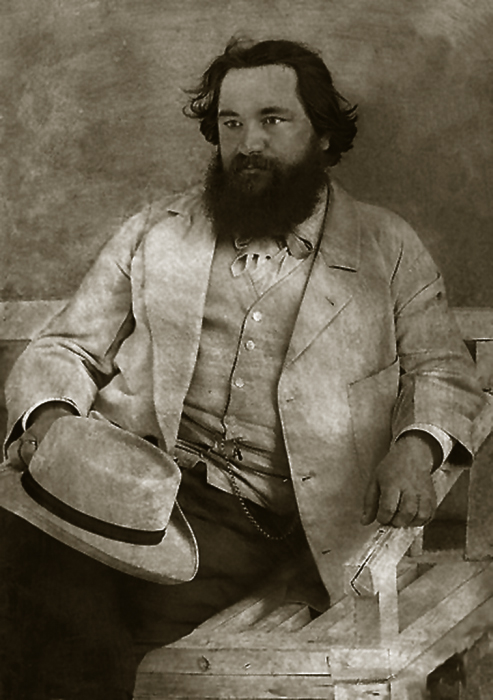
Сергей Сергеевич Корсаков

По окончании университета он был рекомендован А. Я. Кожевниковым главврачу Преображенской психиатрической больницы С. И. Штейнбергу на должность младшего ординатора. А осенью 1876 года стал сверхштатным ординатором клиники нервных болезней Московского университета, где занимался под руководством того же А. Я. Кожевникова. В этом же году летний отпуск он провёл в деревне, ухаживая за психически больной графиней С. И. Татищевой, что во-первых, улучшило его материальное положение, а во-вторых, дало ценный опыт амбулаторного наблюдения за психически больным человеком.
В январе 1877 года Корсаков опубликовал свою первую научную работу: «Курс электротерапии» и начал работать над докторской диссертацией «Об алкогольном параличе». В конце 1879 года он вернулся в Преображенскую психиатрическую больницу и одновременно начал работать в частной психиатрической больнице Александра Фёдоровича Беккера.
В следующем году, 29 апреля, С. С. Корсаков впервые выступил как специалист по судебной психиатрии. В это время на конференции в Преображенской психиатрической больнице рассматривалось дело Прасковьи Качки, убившей своего возлюбленного. При проведении судебно-психиатрических экспертиз по этому делу мнения врачей о вменяемости обвиняемой различались и во время суда их разногласия продолжились. Несмотря на то, что в результате Качку признали невменяемой, этот сложный случай, не укладывающийся в рамки юриспруденции того времени, стал поводом для конференции. С. С. Корсаков выделил психическую болезнь преступницы в отдельную форму, отличную от признанных законом в то время понятий «безумие» и «сумасшествие» — врождённое и приобретённое психическое расстройство соответственно. Он сделал вывод, что поведение Качки обусловлено не психогенией, а расстройством личности. Он первый и единственный из осматривавших больную психиатров прямо назвал это состояние психопатией и указал, что это болезненное явление, которое входит в компетенцию психиатрии.
В том же 1880 году Сергей Сергеевич Корсаков стал членом кружка доцента физиологии В. Е. Глики. Кружок позже стал основой общества невропатологов и психиатров.
Продолжая работать в больнице Беккера, в которой для этого были созданы благоприятные условия, Корсаков впервые организовал режим нестеснения. Опыт оказался настолько удачным, что позже он применил аналогичные мероприятия в Преображенской больнице, а затем такой режим был применён во всех государственных психиатрических больницах Российской империи. После смерти в 1881 году А. Ф. Беккера его вдова Мария Фёдоровна предложила Корсакову заведовать больницей. В этот период он впервые смог полностью осуществить идеи нестеснения, устроив в больнице режим по типу санатория или пансиона. Здесь же он начал преподавательскую деятельность, позже создав собственную психиатрическую школу. Его учениками были Н. Н. Баженов, В. П. Сербский, А. А. Токарский и другие.
В 1883 году он получил чин коллежского асессора. Летом того же года С. С. Корсаков познакомился с устройством психиатрических больниц в Санкт-Петербурге и Великом княжестве Финляндском.
В 1885 году он активно занимался общественной деятельностью: в январе участвовал в организации Московского психологического общества; принимал участие в создании и работе неврологического кружка А. Я. Кожевникова и во время одного из его заседаний он сделал предварительный доклад о результатах своей работы на тему «Об алкогольном параличе»; летом совершил поездку в Европу. В Вене он посетил психиатрическую клинику Т. Г. Мейнерта.

#### Доктор медицинских наук

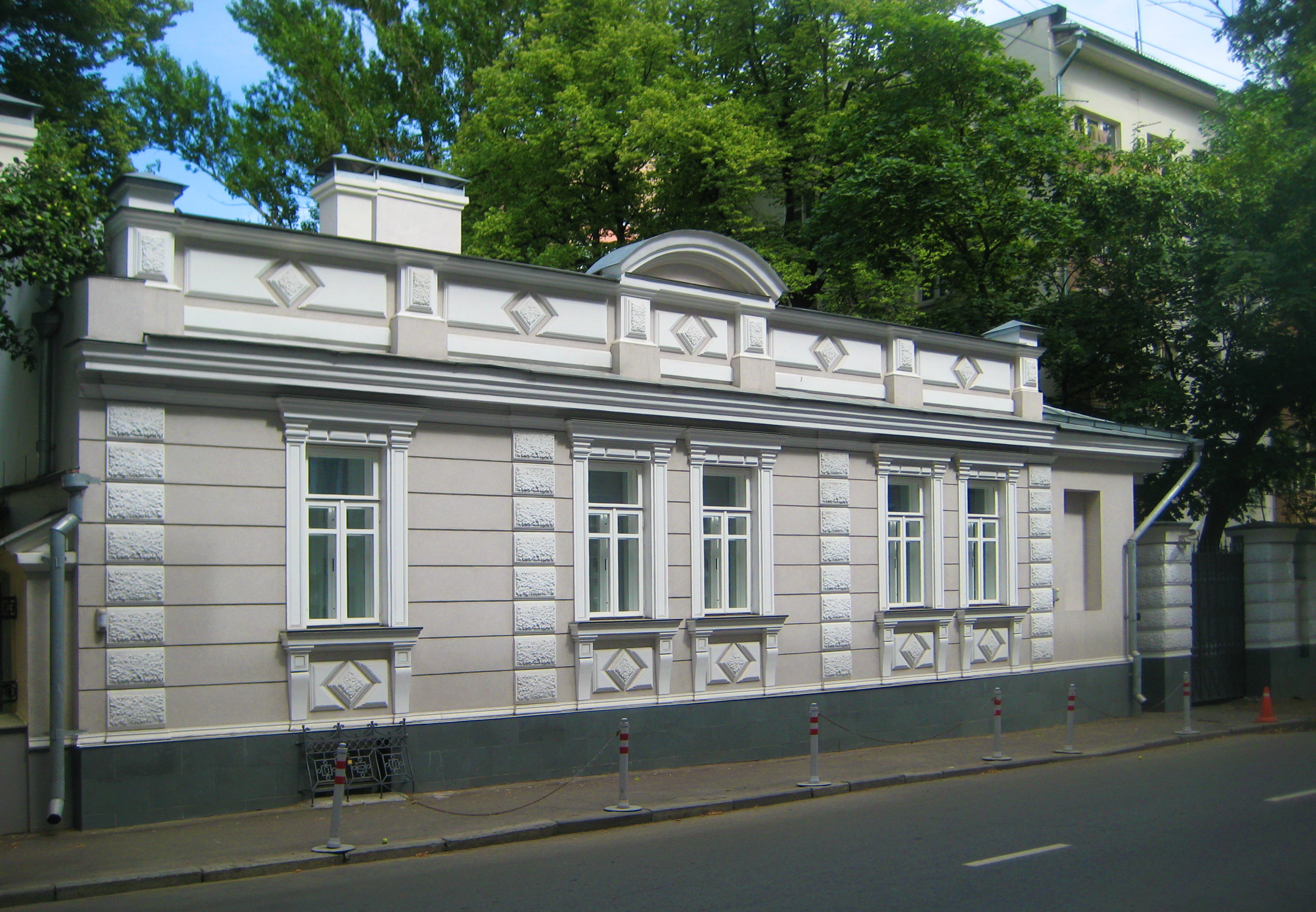
Кропоткинский переулок № 24, строение 1 — в этом доме в 1870-х гг. жил Корсаков

Тема для докторской диссертации Корсаковым была избрана неслучайно. В 1879 А. Жоффруа и в 1880 Э. Лейден описали полиневрит. Это привело к пересмотру учения об этиологии, клинике и патогенезе периферических нейропатий. Российские невропатологи также начали исследовать этот вопрос. В Москве под руководством А. Я. Кожевникова, Д. П. Скалозубов защитил диссертацию по мышьяковокислым полиневритам, М. С. Минор — по свинцовым параличам.
В период с 1876 по 1887 Корсаков научных работ не публиковал, тщательно изучая клинику и патанатомию нервных болезней и собирая материал по алкогольным полиневритам.
Наконец, 12 мая 1887 года в Московском университете он получил степень доктора медицины, представив в качестве диссертации свою работу «Об алкогольном параличе».
Преподавал (c 1888) в Московском университете: приват-доцент, экстраординарный (сверхштатный с 1892; в штате с 1894), ординарный (1898) профессор кафедры психиатрии, директор психиатрической клиники им. А. А. Морозова при Московском университете (с 1894).
Часто бывал за границей, где знакомился с западным опытом и постановкой психиатрического лечения. В 1889 году в Лейпциге Корсаков посетил психиатрическую клинику невролога Пауля Эмиля Флексига и институт физиологии и психологии Вундта; в Париже он встречался со знаменитым психиатром Жаном Маньяном, дружбу с которым сохранил до конца жизни. В 1892 году Корсаков посетил психиатра Крафта-Эбинга в Вене; а летом 1894 года — клинику психиатра Эмиля Крепелина в Гейдельберге.
1 января 1893 года Корсаков был награждён орденом Св. Станислава 2-й степени. Созданная им школа русской психиатрии определила пути развития отечественной психиатрии и утвердила её мировое значение. Личность Корсакова, являвшего собой высокий пример врача-бессребреника, и его общественная деятельность сделали его имя на какое-то время исключительно популярным в широких кругах московского населения.

### Болезнь и смерть
С. С. Корсакова погубила «унаследованная от предков склонность к полноте», он страдал избыточным весом и как следствие — заболеваниями сердечно-сосудистой системы. В возрасте 44 лет, по дороге в отпуск в Вологду, 20 июня 1898 года у него случился «сердечный приступ» (инфаркт миокарда). Пробыв пять дней в местной больнице, он вернулся в Москву, и здесь лечащие его врачи определили «ожирение сердца». В середине июля у Корсакова случился второй сердечный приступ. Затянувшаяся болезнь вынудила его подать прошение об освобождении от ведения практических занятий со студентами университета.
В июне 1899 года Сергей Корсаков отправился в Вену для консультаций со специалистами. Здесь у него обнаружили «гипертрофию сердца» в связи с ожирением и миокардитом. Из Вены он направился в Рогац, где принимал ванны и делал гимнастические упражнения в институте доктора Баяли. Пробыв за границей до 25 августа, он почувствовал значительное улучшение.
Однако с наступлением нового, 1900 года его состояние ухудшилось, и 1 (14) мая 1900 года он умер.

## Достижения

### Научный вклад
- Дал клиническое описание нарушения памяти на актуально происходящие события, сопровождающегося пространственной и временной дезориентировкой, которое получило название «корсаковского синдрома» и «корсаковского психоза» (при сочетании с полиневритом).
- Корсаковым выделено и описано ещё одно психическое расстройство, так называемое paranoia hyperphantasica[источник не указан 2768 дней].
- Весьма ценным вкладом в научно-учебную медицинскую литературу являются его «Курс психиатрии» (3-е издание, 1914) и журнальные статьи («Болезненные расстройства памяти и их диагностика», «К психологии микроцефалов», «По вопросу о свободе воли», «К вопросу о призрении душевнобольных на дому» и другие).
- Многочисленные ученики Корсакова создали особую школу психиатров и невропатологов.
- В России систематическая разработка проблем психиатрической деонтологии и её осуществление на практике связаны в первую очередь с именем С. С. Корсакова и созданной им московской школой[12].
- Корсакову принадлежат работы о постельном содержании и призрении душевнобольных на дому. Он резко выступил против предложенных и проводившихся на практике американскими хирургами стерилизации и кастрации душевнобольных, назвав эти мероприятия изуверскими. Свой опыт в области организации психиатрической помощи С. Корсаков обобщил в известной работе, которая была опубликована после его смерти в первом номере «Журнала неврологии и психиатрии» (1901), созданного по его инициативе. В работе получили отражение пять принципов, лёгшие в основу проводившейся в то время реформы психиатрии:

1. Моральное воздействие врачей-психиатров на душевнобольных.
2. Принцип нестеснения.
3. Принцип открытых дверей.
4. Принцип постельного содержания отдельных категорий пациентов.
5. Система рабочего режима[13].

### Реформа психиатрии
С. С. Корсаков был последовательным сторонником системы no restraint («никаких стеснений»), введённой впервые английским психиатром Дж. Конолли и получившей распространение на Западе. В Западной Европе процесс введения no restraint протекал медленно и неровно; в России распространение прогрессивных методов содержания и ухода совершилось значительно легче, во многом благодаря энтузиазму С. С. Корсакова. Корсаков стал лидером общественного психиатрического движения, вокруг которого объединились наиболее прогрессивные врачи. Благодаря этому период конца XIX века в истории русской психиатрии порой называют «эрой Корсакова»; самого же С. С. Корсакова в среде врачей-психиатров называли русским Пинелем.
С 1881 года работая консультантом частной лечебницы М. Ф. Беккер, С. С. Корсаков принял решение ввести новые формы ухода — отмену любых насильственных мер при лечении душевнобольных, в первую очередь связывания и использования смирительных рубашек. Уверенный в том, что насилие можно заменить методами, при которых оно сделается излишним, Корсаков провёл реформу режима и ухода в клинике, несмотря на противодействие старых служителей. «Введение нестеснения, — отмечал С. С. Корсаков, — ставит неминуемое требование сразу все улучшить, а это сразу же меняет и отношение больного к врачу, так что даже небольшое выражение несогласия со стороны последнего будет действовать дисциплинирующим образом, и этим можно заменить „лечебное действие рубашки“».
Первоначально удалось отменить меры стеснения, применявшиеся к наиболее трудному для ухода больному — крайне возбуждённому и обладавшему большой физической силой. Соответственно, отпали возражения против отмены мер стеснения и в других случаях. Режим ухода, введённый С. С. Корсаковым, характеризовался дружелюбным отношением к пациентам, пониманием необходимости защиты их прав и заботой об их мелких потребностях — в той мере, в какой это возможно. Были упразднены изоляторы, сняты решётки на окнах, создана уютная обстановка в отделениях.
Система no restraint, введённая в частной лечебнице, постепенно начала проникать и в земские психиатрические больницы.

## Память
- Именем учёного назван «Журнал неврологии и психиатрии им. С.С.Корсакова», издающийся с 1901 года по сей день.
- С 1938 года клиника психиатрии Московской медицинской академии им. И. М. Сеченова носит имя С. С. Корсакова.
- Международные медицинские эпонимы — корсаковский синдром и синдром Вернике — Корсакова.
- На родине (центр города Гусь-Хрустальный) установлен памятник.
- Во дворе клиники психиатрии торжественно открыт памятник-бюст учёного (1949).

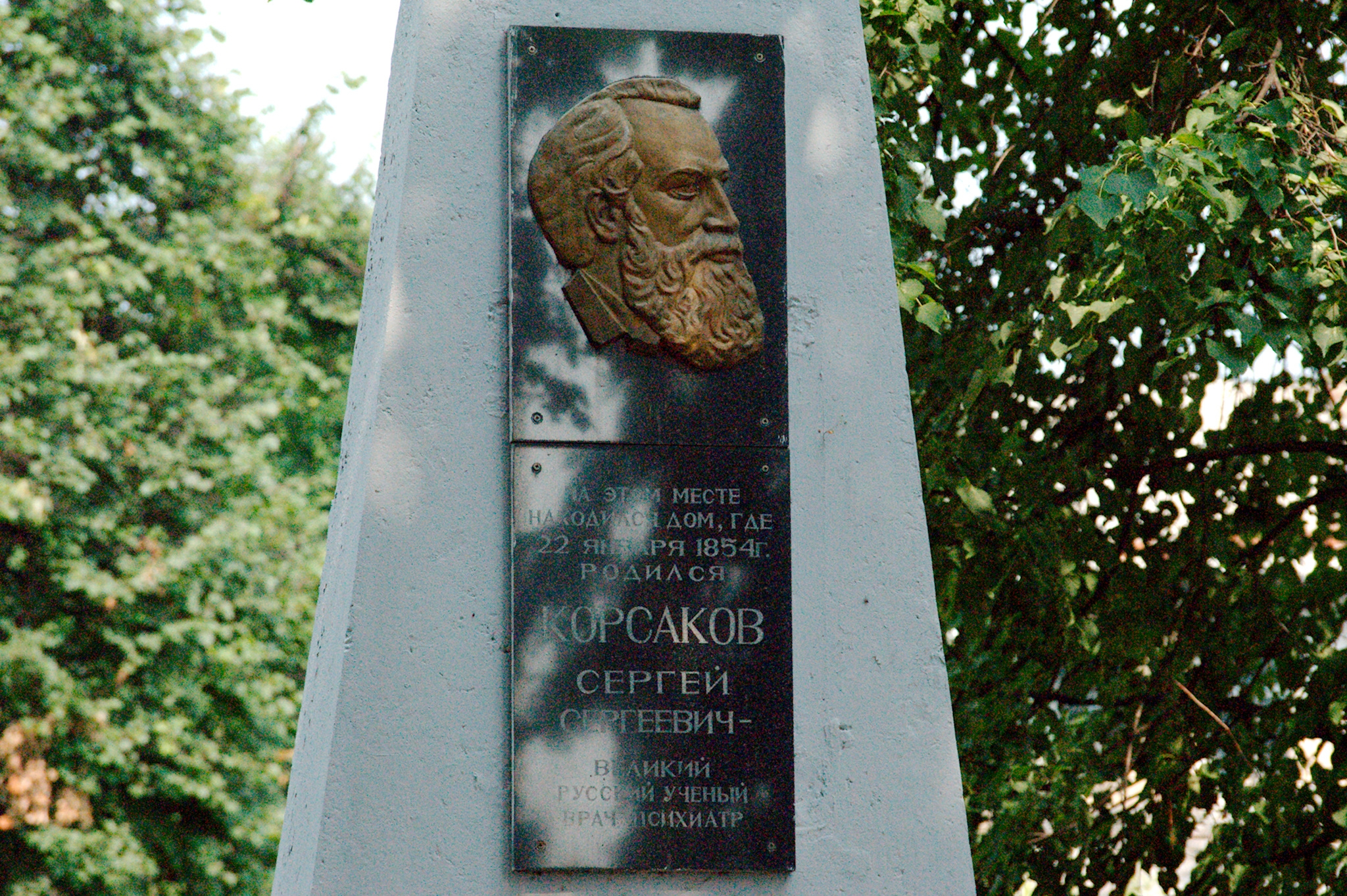
Памятник Корсакову С. С. в центре города Гусь-Хрустальный

## Работы и публикации
- 1887: Диссертация «Об алкогольном параличе».
- Корсаков С. С. Курс психиатрии (в 2 томах). — М.: Типо-литография В. Рихтер, 1901.
- Корсаков С. С. Избранные произведения. — М.: Государственное издательство медицинской литературы, 1954.
- Корсаков С. С. Общая психопатология. — М.: Бином. Лаборатория знаний, 2003.
- Корсаков С. С. Расстройство психической деятельности при алкогольном параличе. — М.: ЛКИ, 2010.
- Корсаков С. С. Вопросы клинической психиатрии. — М.: Либроком, 2010.
- Корсаков С. С. Курс психиатрии. Раритет (в 2 томах). — М.: Книга по требованию, 2012.